# Nero Wolfe discolpati
Nero Wolfe discolpati (titolo originale edizione americana Plot It Yourself; edizione inglese Murder in Style) è il ventiduesimo romanzo giallo di Rex Stout con Nero Wolfe protagonista.

## Trama
Un gruppi di autori ed editori ingaggia Nero Wolfe perché investighi su una serie di denunce per plagio. Wolfe scopre che dietro a una finta serie di accuse nei confronti di autori famosi si nasconde un'unica mente criminale. Spinto dai clienti, Wolfe cerca di indurre il colpevole a venire allo scoperto, ma, per sua stessa ammissione, conduce così male il caso da vedere compiuti tre omicidi. L'investigatore fa allora voto di non mangiare più carne fino all'arresto dell'assassino.

### Personaggi principali
- Nero Wolfe: investigatore privato
- Archie Goodwin: suo assistente
- Fritz Brenner: cuoco e maggiordomo
- Saul Panzer, Fred Durkin, Orrie Cather, Dol Bonner e Sally Corbett: investigatori privati
- Philip Harvey: scrittore
- Mortimer Oshin: commediografo
- Amy Wynn: scrittrice
- Reuben Imhof, Gerard Knapp, Thomas Dexter: editori dell'Associazione Nazionale Scrittori e Drammaturghi Riuniti d'America (ANSED)
- Cora Ballard: segretaria dell'ANSED
- Alice Porter: scrittrice di racconti
- Simon Jacobs: romanziere
- Jane Ogilvy: aspirante poetessa
- Kenneth Rennert: commediografo televisivo
- Cramer: ispettore della Squadra Omicidi
- Purley Stebbins: sergente della Squadra Omicidi

## Critica
"Un racket dedito al plagio porta Nero e Archie in conflitto l'uno con l'altro e con il crimine. Eccellenti battibecchi da ogni parte e forte suspense. Solo la confessione dell'omicida è al di sotto del livello della perfezione circostante."
"L'apertura di Plot It Yourself (capitoli 1-4) è essenzialmente una storia breve, che contiene un bel mistero riguardo ad un crimine che non comprende un omicidio. Questo mistero viene risolto in parte, e in modo intelligente, al termine di questa sezione d'apertura. Le idee di questo mistero vengono ulteriormente sviluppate nei capitoli 16 e 19. Una soluzione completa del mistero viene data nel capitolo 19, l'ultimo del libro. A parte queste sezioni, il resto del libro è molto meno ingegnoso. Con la sua serie di delitti, e la ricerca di uno schema nascosto contenuto nella serie, il mistero d'apertura ricorda una trama nello stile di Ellery Queen.

Sia la soluzione parziale del mistero di apertura (capitoli 1-4) sia la soluzione completa alla fine del libro (capitolo 19) sono basate su prove solide. Wolfe spiega in dettaglio queste prove e il suo ammirevole ragionamento logico basato su di esse. Però queste prove non sono condivise in anticipo con il lettore, che apprende della loro esistenza solo quando Wolfe le usa per proporre la sua soluzione. In altre parole, l'enigma in Plot it Yourself non rispetta le regole del fair play. A mio giudizio, sebbene la mancata condivisione con il lettore sia un difetto, è solo un difetto minore, che non danneggia il libro in maniera significativa. [...]

È stato a lungo un cliché, sia tra i romanzieri mainstream sia tra alcuni autori di romanzi gialli, che uno scrittore dovrebbe creare dei buoni personaggi, poi lasciare che la trama emerga naturalmente dal loro interagire. Inaspettatamente, Plot It Yourself offre il punto di vista opposto: un autore raccomanda invece che gli scrittori dovrebbero creare una buona trama. Presumibilmente lo scrittore poi vi adatterebbe i suoi personaggi, anche se il libro non lo dice esplicitamente. Plot it yourself (letteralmente "Crea tu la trama", NdT) è come l'autore riassume il suo consiglio agli scrittori (a metà del capitolo 3). Questo è un argomento interessante, sia per gli scrittori professionisti, sia per i teorici della letteratura."

## Edizioni
- Rex Stout, Nero Wolfe discolpati, traduzione di Ida Omboni, Oscar Gialli (n. 292), Arnoldo Mondadori Editore, 1993,  p. 193, ISBN 88-04-36850-0.
- Rex Stout, Nero Wolfe discolpati, collana Il Giallo Mondadori n.608, Arnoldo Mondadori Editore, 1960.